# Lontra provocax
Lontra provocax (лонтра південна) — вид хижих ссавців з родини мустелові (Mustelidae).

## Поширення
Країни поширення: Аргентина, Чилі. L. provocax переважно прісноводний вид, що мешкає в прісноводих озерах, річках і струмках. Лігва знаходяться в районах з густою рослинністю і достатком надземного коріння, дрібного каменю і щебеню, які забезпечують відповідні щілини, з яких тварина може переглядати сусідні води, не побоюючись бути викритою.

## Морфологія
Розпізнавання. L. provocax більше (> 100 см в довжину і > 5 кг маси тіла), ніж Lontra felina, низ тіла сріблясто-білуватий, що різко контрастує з темним низом L. felina.
Опис. Хутро темно-коричневого кольору зверху. Черево набагато блідіше, а шия і горло сірі. Ступні перетинчасті. Самиці мають чотири молочні залози. Маса тіла дорослих становить 5-10 кг. Зубна формула: I 3/3, C 1/1, P 3-4/3, M 1/2 = 36. 2n=38 хромосом.

## Поведінка
Переважно здобиччю є риба; молюски та навіть птахи споживаються при нагоді. Розмноження, як вважають, відбуваються в липні й серпні; молодь народжуються у вересні й жовтні. Середній розмір приплоду від одного або двох, але може бути до чотирьох малят.